# Crassiclava omia
Crassiclava omia é uma espécie de gastrópode do gênero Crassiclava, pertencente à família Pseudomelatomidae.